# Paula Clayton
Pour les articles homonymes, voir Clayton.
Paula Jean Clayton, née Limberg (1er décembre 1934 - 4 septembre 2021) est une psychiatre américaine. Elle est la première femme présidente d'un grand département de psychiatrie aux États-Unis, à l'Université du Minnesota. Elle est connue pour sa lutte contre la stigmatisation de la dépression et la mise en place de programmes de prévention du suicide. Ses travaux ont essentiellement porté sur la dépression, les troubles bipolaires, les troubles schizo-affectifs et le processus de deuil.

## Biographie et formation
Paula Jean Limberg est née le 1er décembre 1934 à Saint-Louis (Missouri). Elle est l'une des trois filles d'Oscar Limberg et de sa femme, Dorothea Pflasterer,. Son père travaille pour une entreprise de vêtements et sa mère est une suffragette.
Elle s'inscrit à l'université du Michigan en tant qu'étudiante en pré-médecine, et obtient son diplôme en 1956. Elle retourne ensuite dans sa ville natale pour fréquenter l'École de médecine de l'université de Washington (WUSM). Clayton est l'une des quatre femmes diplômées de la WUSM en 1960,.
Paula Clayton épouse Charles Clayton, dont elle a une fille et deux fils. Elle divorcera par la suite. En 2015, Clayton prend sa retraite et s'installe à Pasadena, en Californie, où elle décède le 4 septembre 2021 d'une infection virale non liée au COVID-19,.

## Carrière scientifique
Le Dr Clayton travaille comme interne à l'hôpital St. Luke et se spécialise ensuite en psychiatrie pendant sa résidence aux hôpitaux Barnes et Renard. De 1964 à 1965, Clayton est résidente en chef. Après avoir terminé sa résidence, Clayton rejoint la faculté de l'EUMC. Au WUSM, Clayton travaille en étroite collaboration avec Eli Robins, George Winokur, Samuel Guze et Ted Reich pour développer ce qui est devenu les Critères de Feighner (en), un outil de diagnostic psychiatrique basé sur le modèle médical. Elle est promue professeure titulaire en 1976,.
En 1980, quatre ans plus tard, Clayton devient la première femme aux États-Unis à présider un département de psychiatrie, lorsqu'elle part pour la faculté de médecine de l'université du Minnesota. En 1999, Clayton quitte l'UM,. Entre 2001 et 2005, Clayton est professeure de psychiatrie à temps partiel à la faculté de médecine de l'Université du Nouveau-Mexique,. De 2006 à 2014, elle était basée à New York, et a servi la Fondation américaine pour la prévention du suicide en tant que directrice médicale,,. En 2006, le Journal of Affective Disorders publie un memorium pour commémorer l'ensemble de sa carrière,.

## Prévention du suicide
Paula Clayton s'est intéressée aux causes du suicide et a mis en évidence le lien entre acte suicidaire et maladie mentale.

## Héritage

### Égalité femmes-hommes
En 1980, alors qu'elle est présidente du département de psychiatrie de l'université du Minnesota, Clayton favorise l'égalité salariale homme/femme en augmentant les salaires des membres féminins de la faculté pour qu'ils correspondent à ceux de leurs homologues masculins.

## Publications
Paula J. Clayton est co-autrice de quatre ouvrages de référence en psychiatrie, plus de 180 articles et 20 chapitres de livres.

### Ouvrages
- (en) S. H. Fatemi et P. J. Clayton (éds.), The Medical Basis of Psychiatry, Springer New York, 2016 (ISBN 978-1-4939-2527-8 et 978-1-4939-2528-5, DOI 10.1007/978-1-4939-2528-5, lire en ligne).
- George Winokur, Paula J. Clayton et Theodore Reich, Manic Depressive Illness, St. Louis, Mosby,, 1969 (ISBN 9780801656002).
- Lee N. Robins, Paula J. Clayton et J. K. Wing, The Social consequences of psychiatric illness, Brunner/Mazel, 1980 (ISBN 0-87630-226-6 et 978-0-87630-226-2, OCLC 6042985, lire en ligne)

### Articles
Parmi ses publications scientifiques marquantes, les 10 articles suivants ont été les plus cités en mars 2023 : 
- (en) F Angst, H.H Stassen, P.J Clayton et J Angst, « Mortality of patients with mood disorders: follow-up over 34–38 years », Journal of Affective Disorders, vol. 68, nos 2-3,‎ avril 2002, p. 167–181 (DOI 10.1016/S0165-0327(01)00377-9, lire en ligne, consulté le 20 mars 2023).
- (en) Paula J. Clayton, James A. Halikas et William L. Maurice, « The Depression of Widowhood », British Journal of Psychiatry, vol. 120, no 554,‎ janvier 1972, p. 71–77 (ISSN 0007-1250 et 1472-1465, DOI 10.1192/bjp.120.554.71, lire en ligne, consulté le 20 mars 2023).
- (en) « Depression and panic attacks: the significance of overlap as reflected in follow-up and family study data », American Journal of Psychiatry, vol. 145, no 3,‎ mars 1988, p. 293–300 (ISSN 0002-953X et 1535-7228, DOI 10.1176/ajp.145.3.293, lire en ligne, consulté le 20 mars 2023).
- (en) Ann P. Haas, Mickey Eliason, Vickie M. Mays et Robin M. Mathy, « Suicide and Suicide Risk in Lesbian, Gay, Bisexual, and Transgender Populations: Review and Recommendations », Journal of Homosexuality, vol. 58, no 1,‎ 30 décembre 2010, p. 10–51 (ISSN 0091-8369 et 1540-3602, PMID 21213174, PMCID PMC3662085, DOI 10.1080/00918369.2011.534038, lire en ligne, consulté le 20 mars 2023).
- (en) Robert M. A. Hirschfeld, « Personality and Depression: Empirical Findings », Archives of General Psychiatry, vol. 40, no 9,‎ 1er septembre 1983, p. 993 (ISSN 0003-990X, DOI 10.1001/archpsyc.1983.01790080075010, lire en ligne, consulté le 20 mars 2023).
- (en) R M Hirschfeld, « Assessing personality: effects of the depressive state on trait measurement », Archives of General Psychiatry,‎ 1er septembre 1983, p. 993-998 (lire en ligne ).
- (en) Keller, Mb, « Differential Outcome of Pure Manic, Mixed Cycling, and Pure Depressive Episodes in Patients with Bipolar Illness », Journal of the American Medical Association,‎ 13 juin 1986, p. 3138-3142 (lire en ligne ).
- (en) J. John Mann, Victoria A. Arango, Shelli Avenevoli et David A. Brent, « Candidate Endophenotypes for Genetic Studies of Suicidal Behavior », Biological Psychiatry, vol. 65, no 7,‎ 1er avril 2009, p. 556–563 (ISSN 0006-3223 et 1873-2402, PMID 19201395, PMCID PMC3271953, DOI 10.1016/j.biopsych.2008.11.021, lire en ligne, consulté le 20 mars 2023).
- (en) Roy W. Pickens, « Heterogeneity in the Inheritance of Alcoholism: A Study of Male and Female Twins », Archives of General Psychiatry, vol. 48, no 1,‎ 1er janvier 1991, p. 19 (ISSN 0003-990X, DOI 10.1001/archpsyc.1991.01810250021002, lire en ligne, consulté le 20 mars 2023).
- (en) M. Katherine Shear, Naomi Simon, Melanie Wall et Sidney Zisook, « Complicated grief and related bereavement issues for DSM-5 », Depression and Anxiety, vol. 28, no 2,‎ février 2011, p. 103–117 (PMID 21284063, PMCID PMC3075805, DOI 10.1002/da.20780, lire en ligne, consulté le 20 mars 2023).